# Втрати 69-ї мотострілецької дивізії (РФ)
У статті наведено подробиці поіменних втрат 69-ї мотострілецької дивізії (у 1997—2024 роках — 138-ма окрема мотострілецька бригада) Збройних сил РФ у різних військових конфліктах.

## Перша чеченська війна
| п/п | Прізвище, ім'я, по-батькові                                  | Звання                   | Дата народження | Дата смерті | Місце смерті |
| --- | ------------------------------------------------------------ | ------------------------ | --------------- | ----------- | ------------ |
| 1.  | Курносенко Сергій Петрович (рос. Курносенко Сергей Петрович) | капітан                  | 01.01.1964      | 31.12.1994  | Грозний      |
| 2.  | Звєрєв Олексій Миколайович (рос. Зверев Сергей Николаевич)   | молодший сержант, 133 ТБ | 06.03.1976      | 14.09.1995  |              |

## Російсько-українська війна
| п/п | Прізвище, ім'я, по-батькові                                              | Звання                                       | Дата народження | Дата смерті | Місце смерті                    |
| --- | ------------------------------------------------------------------------ | -------------------------------------------- | --------------- | ----------- | ------------------------------- |
| 1.  | Малишев Костянтин Олександрович (рос. Малышев Константин Александрович)  | рядовий                                      | 29.09.1994      | 05.07.2015  |                                 |
| 2.  | Грідін Максим Олегович (рос. Гридин Максим Олегович)                     | рядовий                                      | 09.11.2002      | 24.02.2022  |                                 |
| 3.  | Сєйтов Максут Іскакович (рос. Сейтов Максут Искакович)                   | рядовий                                      | 09.11.2002      | 24.02.2022  |                                 |
| 4.  | Капустін Данило Сергійович (рос. Капустин Даниил Сергеевич)              | рядовий                                      | 09.09.2002      | 24.02.2022  |                                 |
| 5.  | Портусь Андрій Юрійович (рос. Портусь Андрей Юрьевич)                    | капітан                                      | 04.06.1979      | 24.02.2022  |                                 |
| 6.  | Сивідов Сергій Володимирович (рос. Сивидов Сергей Владимирович)          | сержант                                      | 25.08.1986      | 26.02.2022  | Чернігів                        |
| 7.  | Писарев Денис Олександрович (рос. Писарев Денис Александрович)           | рядовий                                      | 03.12.2002      | 26.02.2022  |                                 |
| 8.  | Герасимов Вадим Сергійович (рос. Герасимов Вадим Сергеевич)              | підполковник                                 |                 | 08.03.2022  | Харківська область              |
| 9.  | Новіков Олександр Юрійович (рос. Новиков Владимир Юрьевич)               | рядовий                                      | 17.08.1997      | 17.03.2022  |                                 |
| 10. | Загоскін Кирило Олегович (рос. Загоскин Кирилл Олегович)                 | молодший сержант                             | 12.06.2001      | 23.03.2022  |                                 |
| 11. | Єфімов Олександр Олександрович (рос. Александр Александрович Ефимов)     | старший лейтенант                            | 25.11.1994      | 25.03.2022  | Мала Рогань                     |
| 12. | Сорокін Олег Геннадійович (рос. Сорокин Олег Геннадьевич)                | старший лейтенант                            | 16.01.1995      | 26.03.2022  | Мала Рогань                     |
| 13. | Туремуратов Єрмек Амангельдиєвич (рос. Туремуратов Ермек Амангельдыевич) |                                              | 18.09.2002      | 26.03.2022  | Мала Рогань                     |
| 14. | Петров Дмитро Анатолійович (рос. Петров Дмитрий Анатольевич)             | старший сержант                              | 05.04.1995      | 26.03.2022  | Мала Рогань                     |
| 15. | Астахін Георгій Сергійович (рос. Астахин Георгий Сергеевич)              | рядовий                                      |                 | 29.03.2022  | Чугуїв                          |
| 16. | Колесов Іван Павлович (рос. Колесов Иван Павлович)                       | рядовий                                      | 27.02.2003      | 11.04.2022  |                                 |
| 17. | Бабушкін Денис Олександрович (рос. Бабушкин Денис Александрович)         | рядовий                                      | 26.02.2002      | 27.04.2022  |                                 |
| 18. | Єфремов Михайло Вікторович (рос. Ефремов Михаил Викторович)              | рядовий                                      | 07.09.1999      | 27.04.2022  | Харківська область              |
| 19. | Заходякін Костянтин Романович (рос. Заходякин Константин Романович)      | старший сержант                              | 24.09.1987      | 15.05.2022  |                                 |
| 20. | Лінков Станіслав Григорович (рос. Линков Станислав Григорьевич)          | рядовий                                      | 29.06.1991      | 18.05.2022  |                                 |
| 21. | Фролов Микита Євгенович (рос. Фролов Никита Евгеньевич)                  | молодший сержант                             | 10.10.2000      | 01.06.2022  | с. Веселе (Харківський район)   |
| 22. | Булгаков Роман Вікторович (рос. Булгаков Роман Викторович)               | старший лейтенант                            | 26.09.1996      | 07.06.2022  | Краснопілля                     |
| 23. | Бойчук Ігор Ярославович (рос. Бойчук Игорь Ярославович)                  | старший лейтенант                            |                 | 27.08.2022  |                                 |
| 24. | Муллагалєєв Марсель Фанісович (рос. Муллагалеев Марсель Фанисович)       | рядовий, наводчик мотострілкового батальйону | 18.05.1997      | 03.09.2022  |                                 |
| 25. | Максимов Сергій Олександрович (рос. Максимов Сергей Александрович)       | молодший сержант                             |                 | 14.10.2022  |                                 |
| 26. | Уразов Данило Юрійович (рос. Уразов Данил Юрьевич)                       | рядовий                                      | 29.03.2004      | 22.10.2022  |                                 |
| 27. | Хлистов Микита Сергійович (рос. Хлыство Никита Сергеевич)                | рядовий                                      | ?.?.2002        | 25.10.2022  | Новодружеськ                    |
| 28. | Рульов Василь Дмитрович (рос. Рулёв Василий Дмитриевич)                  | молодший сержант                             | 10.02.1987      | 08.11.2022  |                                 |
| 29. | Волков Ілля Володимирович (рос. Волков Илья Владимирович)                | рядовий                                      | 04.05.1994      | 12.11.2022  | Білогорівка                     |
| 30. | Самонов Сергій Віталійович (рос. Самонов Сергей Витальевич)              | ?, гранатометник                             | 09.06.1980      | 22.11.2022  |                                 |
| 31. | Блінніков Дмитро Олександрович (рос. Блинников Дмитрий Александрович)    | рядовий                                      | 21.10.1991      | 27.12.2022  |                                 |
| 32. | Конаков В'ячеслав Станіславович (рос. Конаков Вячеслав Станиславович)    | рядовий                                      | 11.04.2003      | 01.01.2023  | Дворічна                        |
| 33. | Обретьонний Євген Андрійович (рос. Обретенный Евгений Андреевич)         | рядовий                                      | 30.07.1987      | 16.02.2023  |                                 |
| 34. | Іванін Іван Юрійович (рос. Иванин Иван Юрьевич)                          | єфрейтор                                     | 10.07.1999      | 17.02.2023  | Гряниківка                      |
| 35. | Позняков Іван Анатолійович (рос. Позняков Иван Анатольевич)              | старший лейтенант                            | 10.10.1995      | 24.02.2023  |                                 |
| 36. | Цопанов Азамаз Ельбрусович (рос. Цопанов Ацамаз Эльбрусович)             | капітан                                      | 11.08.1987      | 20.06.2023  |                                 |
| 37. | Якунін Олексій Олексійович (рос. Якунин Алексей Алексеевич)              | полковник у відставці                        | 01.03.1983      | 05.08.2023  | с. Вільшана (Куп'янський район) |
| 38. | Бендус Олег Олегович (рос. Бендус Олег Олегович)                         | капітан                                      | ?.?.1989        | 08.09.2023  |                                 |
| 39. | Стригін Павло Андрійович (рос. Стрыгин Павел Андреевич)                  |                                              | 12.02.1991      | 16.10.2023  | Куп'янськ                       |
| 40. | Горячев Володимир Едуардович (рос. Горячев Владимир Эдуардович)          |                                              | 24.05.2001      | 11.11.2023  |                                 |
| 41. | Загайнов Дмитро Анатолійович (рос. Загайнов Дмитрий Анатольевич)         | ???, заступник командира взводу              | 17.03.1974      | 31.12.2023  | Синьківка                       |
| 42. | Волков Кирило Сергійович (рос. Волков Кирилл Сергеевич)                  | рядовий                                      | 24.03.2004      | 10.02.2024  | Куп'янськ                       |
| 43. | Котов Анатолій Володимирович (рос. Котов Анатолий Владимирович)          |                                              | 24.08.1992      | 01.03.2024  |                                 |